# David Reivers
David Reivers (ur. 21 listopada 1958 w Kingston na Jamajce) – amerykański aktor. Ojciec Corbina Bleu.

## Filmografia
- Gotowe na wszystko (2010) jako emerytowany sierżant Clemente
- High School Musical 3: Ostatnia klasa (2008)
- Drake & Josh (od 2006)
- Wskakuj! (2006) jako Kenneth Daniels
- Kochane kłopoty (2006)
- Czarodziejki (2001) jako Bob Cowman